# Danzigs voetbalkampioenschap 1920/21
In 1920/21 werd het negende Danzigs voetbalkampioenschap gespeeld, dat georganiseerd werd door de Baltische voetbalbond. De clubs uit West-Pruisen werden overgeheveld naar de competitie van Oost-Pruisen, waardoor deze competitie nu enkel nog voor de Vrije Stad Danzig bestemd was. De competitie in Danzig in opzet verschilt niet van de voorgaande jaren, enkel was er toen een verdere eindronde vooraleer ze naar de Baltische eindronde verder konden. 
Preußen Danzig werd kampioen en plaatste zich voor de Baltische eindronde. Danzig werd laatste, door een protest van de club moest een wedstrijd tegen VfB Königsberg herspeeld worden waardoor Stettiner SC met de titel ging lopen en naar de nationale eindronde ging, later werd het protest herroepen en werd Königsberg alsnog kampioen, maar voor de eindronde was het te laat. 

## Eindstand
| Plaats | Club                     | Wed. | W | G | V | Saldo | Ptn. |
| ------ | ------------------------ | ---- | - | - | - | ----- | ---- |
| 1.     | TuFC Preußen 1909 Danzig | 8    | 7 | 1 | 0 | 23:7  | 15   |
| 2.     | VfL Danzig               | 8    | 4 | 3 | 1 | 18:13 | 11   |
| 3.     | SV Ostmark Danzig        | 8    | 3 | 2 | 3 | 20:16 | 8    |
| 4.     | RSV Hansa Danzig         | 8    | 2 | 0 | 6 | 7:19  | 4    |
| 5.     | Danziger SC              | 8    | 0 | 2 | 6 | 9:22  | 2    |

|  | Kampioen |